# Gabriel Andral
Pour les articles homonymes, voir Andral.
Gabriel Andral (né le 6 novembre 1797 à Paris et mort le 13 février 1876 dans le 8e arrondissement de Paris) est un médecin pathologiste français et professeur à la Faculté de médecine de Paris. Par ses travaux sur les maladies du sang, il est considéré comme le fondateur de l'hématologie.

## Biographie

### Origines familiales et jeunesse
Sa famille, originaire d'Espedaillac, dans le Lot, est de tradition médicale. Le grand-père, le père et l'oncle de Gabriel Andral sont médecins. Son père Guillaume Andral (1769-1853) fut le condisciple de Joachim Murat au lycée de Cahors.  Devenu chirurgien des armées de la Révolution, il retrouve, sous le Consulat, le général Murat qui se l'attache comme médecin. Nommé pour quelque temps à Paris, comme médecin-chef-adjoint aux Invalides, il quitte la capitale en 1808 pour accompagner en Italie le prince Murat, proclamé roi de Naples par son beau-frère Napoléon Ier.
En 1810, Guillaume Andral rappelle sa famille laissée à Paris, dont son fils Gabriel né en 1797. Le jeune Gabriel Andral se révèle à l'âge de 12-13 ans d'une grande précocité. Il tient déjà un journal de voyage en prenant note de tout ce qu'il voit. En peu de temps, il parle couramment l'italien.
En 1813, de retour à Paris, Gabriel Andral termine ses études secondaires au lycée Louis le Grand.  En 1815, il commence ses études de médecine. Il devient interne bénévole (non officiel) de Lerminier,  qui connaissait son père, et qui était chef d'un service de médecine à l'hôpital de la Charité. Gabriel Andral se distingue par son assiduité, son sérieux et sa puissance de travail. Il commence à publier dans la Gazette de Santé dès 1820, et il soutient sa thèse en 1821,.

### Carrière universitaire
Andral ne présenta jamais le concours de l'Internat.  Il n'avait pas besoin d'avantages matériels, à cause de l'aisance de son milieu familial, et il avait déjà toutes les possibilités de travailler à l'hôpital de la Charité. Sa carrière universitaire est fulgurante, autant à cause de ses réelles qualités intrinsèques, que de la puissance des réseaux d'amitiés de sa famille.
En 1823, à l'âge de 27 ans, il est élu à l'Académie royale de médecine, fondée en 1820.  En 1824, il réussit le concours de l'agrégation de médecine, créé en 1823, dans la même promotion qu'Alfred Velpeau et Jean Cruveilhier.
En 1827, il épouse Angélique qui était « riche, jeune, belle et recherchée », car fille de Pierre-Paul Royer-Collard, homme politique le plus puissant du moment. Leur fils, Paul Andral, né en 1828, sera vice-président du Conseil d'État entre 1874 et 1879.
L'appui de son beau-père lui ouvre les portes, Andral ayant accès aux chaires vacantes lors du décès du titulaire.  En 1828, il est ainsi nommé professeur d'hygiène après le décès de Bertin.  En 1839, il est professeur de pathologie générale et de thérapie à l'école de médecine, après la mort de Broussais.

### Retrait anticipé
Après la publication de ses derniers travaux Essai d'hématologie pathologique (1843) qui lui valent une réputation internationale (membre étranger honoraire de l'Académie américaine des arts et des sciences en 1849),  Andral arrête ses travaux scientifiques pour se limiter à un cours d'histoire de la médecine de 1852 à 1856.  Il prend sa retraite en 1866.  En 1868, il est appelé au chevet de Louis Pasteur atteint de son premier accident vasculaire cérébral.
Lors de la guerre de 1870, Andral et sa femme Angélique quittent Paris pour se réfugier à Chateauvieux, dans le Loir-et-Cher, où les Royer-Collard possèdent une propriété. Son épouse meurt en 1872.  Durant l'hiver 1875, lors d'un séjour à Paris, il contracte une pneumopathie et en meurt quelques semaines plus tard à l'âge de 78 ans. Il est inhumé dans le caveau de la famille Royer-Collard à Chateauvieux, aux côtés de sa femme.
Les raisons de cette interruption de carrière ne sont pas claires et il existe plusieurs hypothèses. De caractère doux et bienveillant, il aurait baissé les bras devant le nombre des envieux et les attaques de toutes sortes ; ou encore, gravissant trop vite « un sommet trop élevé pour ses forces, arrivé presque au faîte, il a été pris de vertige ». Teyssou envisage un désenchantement romantique, citant Vigny, Sainte-Beuve, Musset... à propos de ceux qui n'osent plus vouloir, parce que sachant tout, tout les afflige.
Les documents officiels historiques, à partir de 1844, montrent que Gabriel Andral avait le statut de professeur titulaire « légitimement empêché, autorisé à se faire remplacer ». Ils donnent à penser que les graves problèmes de santé de sa femme et de ses enfants ont joué le rôle le plus important, Andral aurait alors sacrifié sa carrière pour sa famille.

Dans son cours d'histoire de la médecine, il écrivait :
« L'imprimerie, la vapeur, la communication rapide de la pensée d'un bout du monde à l'autre par l'éclair électrique, toutes ces brillantes découvertes établissent une limite bien tranchée entre la société ancienne et la société  moderne (...) En face du mouvement nouveau qui se produit, l'esprit humain s'arrête indécis dans le jugement qu'il doit porter sur l'avenir ».
Dans sa retraite, il rédigeait des Notes et Souvenirs, documents malheureusement perdus après son décès.
Il est inhumé à Châteauvieux.

## Distinctions
- Commandeur de la Légion d'honneur

## Œuvres
Andral est une figure marquante de l'École de Médecine de Paris, dont le chef de file est Laennec, par opposition à l'École du Val de Grâce, dont le chef de file est Broussais.  L'école de Paris vise à relier les faits cliniques aux données anatomiques, ne gardant des théories que ce qui est nécessaire pour un classement provisoire (éclectisme et scepticisme, ou empirisme scientifique selon Claude Bernard).

### Pathologie générale
Une des œuvres majeures d'Andral fut la publication, de 1823 à 1840, en quatre éditions augmentées successives, d'un recueil d'observations choisies en cinq volumes intitulé clinique médicale.  Andral expose, à partir d'études de cas, presque toutes les facettes de la médecine connue de l'époque. Il fournit ainsi un panorama détaillé de la médecine française et de son développement clinique dans la première moitié du XIXe siècle.
« Entièrement étranger à tout esprit de parti et persuadé qu'un sage éclectisme est la voie la plus sûre pour atteindre la vérité (...) Nous garantissons seulement l'exactitude des faits ; le lecteur jugera si ces faits ont été bien ou mal interprétés. », Clinique médicale, 1829.
Il est l'un des auteurs principaux du Dictionnaire de médecine et de chirurgie pratiques en 15 volumes (1829-1836),  présenté par un collectif d'éditeurs dont J-B Baillière.  L'objectif de l'ouvrage était de privilégier la clinique plutôt que la théorie, et de rechercher l'utilité pratique plutôt que les polémiques.
On lui attribue également la description de la lymphangite carcinomateuse, une maladie qui est d'habitude associée avec des cancers du poumon, du sein, de l'estomac et du col de l'utérus.
Il est conscient des limites de l'anatomie pathologique de son époque qui ne peut tout expliquer, « [elle] n'est pas en effet une science définitivement arrêtée ; le progrès est dans l'avenir, attendons avec espérance », Précis d'Anatomie pathologique, 1829.

### Hématologie
Le sang était l'objet d'études partielles depuis le XVIIe siècle, tant microscopiques (existence des globules) que protochimiques (chimie avant Lavoisier).  Ces études restaient rares avec des résultats variables.  Andral perçoit l'importance du sujet, il prend conscience que l'étude du sang dans les états pathologiques peut apporter des faits de grande valeur clinique. Il distingue trois moyens d'études  : l'examen du sang à l'œil nu, au microscope, et par l'analyse chimique. Il réalise son programme en quelques années (1835-1843).
Il procède à des recherches sur les variations de proportions d'éléments sanguins (fibrine, globules, « solides du sérum »...) dans les états de santé et de maladie. Il s'appuie pour cela sur l'étude des saignées qui fournissent la quantité de sang nécessaire aux analyses chimiques de l'époque.  Avec l'aide de son collègue Louis Denis Jules Gavarret, lui-même pionnier de la méthode statistique, ils montrent que la composition du sang varie en fonction des maladies, et que la chimie du sang peut être un moyen de confirmer des diagnostics. Il confirme ces résultats chez les animaux sains et malades avec l'aide du vétérinaire Onésime Delafond.
Un de ses résultats les plus significatifs est d'avoir montré l'augmentation de la fibrine dans les états d'inflammations, identifiant ainsi une des protéines qui contribue à l'accélération de la vitesse de sédimentation. Toutefois, il n'a pas jugé le microscope utile pour apprécier le nombre de globules, il était limité par les moyens techniques de son temps.

En fondant l'hématologie clinique, Andral fait l'objet de critiques sévères. Sa méthode est jugée « insuffisante, inexacte, source intarissable d'erreurs graves », cette accusation est fondée, compte tenu des méthodes de l'époque.  Andral ne propose pas un nouveau système théorique, mais il opère une véritable révolution conceptuelle car pour beaucoup, la force vitale inhérente au sang ne saurait être décomposée en chiffres.  Etienne Pariset, secrétaire perpétuel de l'Académie de médecine, compare ainsi le sang aux poèmes d'Homère et de Virgile  :
« J'oserai comparer [les analyses de sang] à un rhéteur qui décomposerait ces divins ouvrages en points, virgules, voyelles, consonnes, et qui se vanterait d'avoir analysé l'Iliade et l'Énéide.  Où est l'ensemble, l'ordre, la pensée, l'harmonie, la passion, le mouvement, la chaleur ? ».
Il faudra une vingtaine d'années pour que l'hématologie clinique soit reconnue comme discipline médicale à part entière, entre autres grâce à Louis Charles Malassez, inventeur de l'hématimètre (1873).

## Publications principales
- Clinique médicale ou choix d'observations recueillies à la clinique de la Charité, 1823-1833, 1829-1833, 1834, 1839-1840.
- Précis d'anatomie pathologique, (1829).
- Projet d'un essai sur la vitalité, (1835).
- Cours de pathologie interne (1836–1837).
- Réédition augmentée du traité De l'auscultation médiate ou traité du diagnostic des maladies des poumons et du cœur de Laennec(1837).
- Sur le traitement de la fièvre typhoïde par les purgatifs (1837).
- Recherches sur les modifications de proportion de quelques principes du sang, fibrine, globules, matériaux solides du sérum, et eau (avec Jules Gavarret); (1842).
- Recherches sur la composition du sang de quelques animaux domestiques, dans l’état de santé et de maladie, (avec Jules Gavarret et Onésime Delafond ) (1842).
- Traité élémentaire de pathologie et de thérapeutique générale (1843).
- Essai d'hématologie pathologique (1843).